# アルスター (長野県)
株式会社アルスターは、長野県松本市に本社を置くTOSYS（旧東日本システム建設）の子会社で、長野県を中心とする情報通信工事事業、電気設備工事事業を行う企業である。

## 沿革
- 1972年1月 信越通信工事株式会社を設立。
- 1972年4月 北信電話施設株式会社に社名変更。
- 1986年8月 信州電設株式会社に社名変更。
- 1999年4月 ベスト電設株式会社と合併し、株式会社トーシス長野に社名変更。
- 2010年7月 株式会社アルスター、喜元建設株式会社と合併し、株式会社アルスターに社名変更。
- 2016年7月 本社を長野市から松本市に移転。